# David Moura
David Moura Pereira da Silva (* 24. srpna 1987 Cuiabá, Brazílie) je brazilský zápasník–judista.

## Sportovní kariéra
Narodil se do sportovní rodiny. Otec Fenelon Oscar Muller a strýc Luiz Virgílio Moura reprezentovali Brazílii v judu v sedmdesátých a osmdesátých letech. S judem začal ve čtyřech letech v rodinném klubu. Od 8 let se připravoval pod vedením senseie Hatira Ogawy, kterého jeho otec pozval vyučovat judo v Cuiabá. Vrcholově se připravuje v Riu ve sportovní organizaci Instituto Reação (IR) vedené Fláviem Cantem. V roce 2005 jeho sportovní kariéru přibrzdilo vážné zranění kolene. V brazilské seniorské reprezentaci se začal pravidelně objevovat od roku 2009, na mezinárodní scéně se výrazně prosazuje od roku 2014. V roce 2016 prohrál nominaci na domácí olympijské hry v Riu s Rafaelem Silvou.
David Moura je levoruký judista, představitel fyzického juda, silný v boji o úchop s jednou osobní technikou uči-mata, kterou zvládá na levou i pravou stranu. Techniku tomoe-nage používá pro přesun do boje na zemi, ve kterém je velmi silný.

### Vítězství
- 2010 - 1x světový pohár (San Salvador)
- 2016 - 1x světový pohár (Sofia)
- 2017 - 2x světový pohár (Jekatěrinburg, Cancun)

## Výsledky
| Turnaj                  | 2014       | 2015       | 2016       | 2017       |  |
| Turnaj                  | 27         | 28         | 29         | 30         |  |
| Turnaj                  | těžká váha | těžká váha | těžká váha | těžká váha |  |
| ----------------------- | ---------- | ---------- | ---------- | ---------- |  |
| Olympijské hry          |            |            | —          |            |  |
| Mistrovství světa       | 5.         | úč.        |            | 2.         |  |
| Panamerické hry         |            | 1.         |            |            |  |
| Panamerické mistrovství | 3.         | 1.         | 2.         | —          |  |